# Здание госучреждений (Новосибирск)
Здание Госучреждений (Сибирское подворье) — здание в Центральном районе Новосибирска. Проект архитектора С. И. Игнатовича 1935—1937 гг., реконструкция здания Госучреждений гражданского инженера А. Д. Крячкова 1924-1925 гг. Вместе с другими зданиями образует северную часть площади Ленина. Памятник архитектуры регионального значения.

## История
По причине перевода из Омска в Новониколаевск (совр. Новосибирск) различных государственных учреждений в городе возникла большая потребность в административных зданиях. В середине 1920-х годов архитектор Андрей Крячков сооружает здание Госучреждений, которое позднее стали называть Сибирским подворьем. В проекте новый дом планировался как четырёхэтажный, полуподвалы были рассчитаны для складских помещений магазинов, а на этажах хотели разместить Государственный банк СССР и различные учреждения. Но уже во время постройки появились материальные и организационные трудности, из-за чего проект пришлось изменить. Было принято решение о постройке двухэтажного дома с условием его будущей достройки.
В 1929 году левое крыло здания отдали Западно-Сибирскому институту народного хозяйства.
В 1935—1937 годах по проекту архитектора С. И. Игнатовича здание надстроили до пяти этажей, после чего здесь расположился Дом областных партийных курсов (будущая Новосибирская высшая партийная школа).

## Описание

Мемориальная доска А. Черненко в Новосибирске

Мемориальная доска А. Крячкову в Новосибирске

Пятиэтажное П-образное здание расположено на углу Красного проспекта и улицы Орджоникидзе, его южный фасад формирует северную часть площади Ленина, западный фасад обращён к Красному проспекту.
Небольшой карниз отделяет от основной плоскости фасада рустованный первый этаж, на который опираются в три этажа высотой пилястры, декорированные пятиконечными звёздами.
Главный фасад симметричен, его центр подчёркнут с помощью трёхгранных остеклённых эркеров первого и второго этажей. Фланги фасада акцентируют выступающие ризалиты, которые, в свою очередь, также симметричны за счёт расположенных по центру широких оконных проёмов, фланкированных узкими окнами.
Карниз с большим выносом венчает здание, над ним находится высокий аттик. Выносную плиту карниза украшают квадратные филёнки. Витражи остекления лестничных клеток выделяются на северном и южном боковых фасадах.
Внутри здания находится повторяющий его П-образную форму коридор, к которому с обеих сторон примыкают помещения.
В интерьерах на первом и втором этажах сохранился изначальный вид балок перекрытий и железобетонных колонн, выполненных в дорическом стиле. Также в некоторых расположенных на первом и втором этажах помещениях остались первоначальные потолочные штукатурные тяги и деревянные филёнчатые двери.
Со стороны Красного проспекта находится главный вход в здание.